# Operazione Freakout

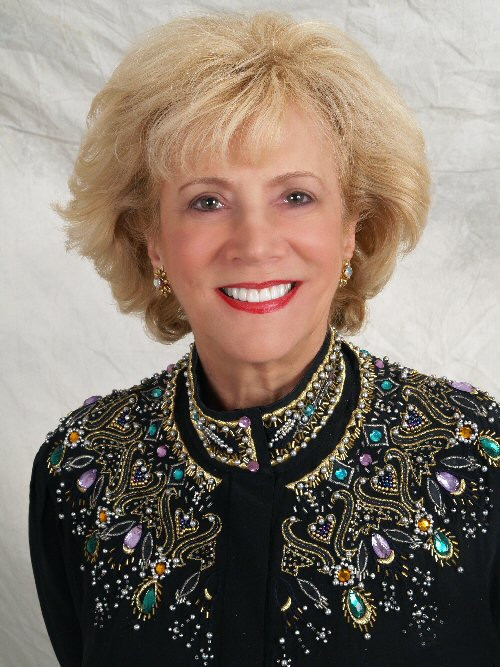

L'operazione Freakout, nota anche come Operation PC Freakout, fu il nome dato da Scientology stessa a un'operazione segreta finalizzata a far incarcerare o rinchiudere in un'istituzione psichiatrica Paulette Cooper, autrice nel 1971 di un libro molto critico verso l'organizzazione, Lo scandalo Scientology, attraverso cause legali e molestie.

## Storia

### Eventi precedenti all'operazione Freakout
Cooper, una giornalista freelance e autrice di origini ebraiche, ex detenuta in un campo di concentramento, iniziò le sue ricerche su Scientology nel 1968 e scrisse un articolo critico su Scientology per la rivista britannica Queen (ora Harper's Bazaar) nel 1969. Prontamente l'organizzazione la denunciò per calunnie, aggiungendo Queen alle dozzine di pubblicazioni britanniche che aveva già denunciato.
Sottovalutata, Cooper espanse il suo articolo in un intero libro, Lo scandalo Scientology (sottotitolato originariamente "A chilling examination of the nature, beliefs and practices of the 'now religion.'"). Fu pubblicato dalla Tower Publications, Inc. di New York nell'estate del 1971. L'organizzazione rispose denunciandola nel dicembre 1971, richiedendo $300,000 per "le false, calunniose e diffamanti affermazioni riguardanti l'organizzazione."
Cooper era chiaramente vista come un bersaglio ad alta priorità dal "Guardian's Office" di Scientology, che si comportava come una combinazione di servizio segreto, ufficio legale e pubbliche relazioni per Scientology. Il 29 febbraio 1972, il terzo ufficiale anziano di Scientology, Jane Kember, inviò una direttiva a Terry Milner, il Guardiano Deputato per l'Intelligence degli Stati Uniti ("Deputy Guardian for Intelligence United States (DGIUS)") chiedendo che cercasse informazioni riguardanti Paulette Cooper così che lei potesse essere "manipolata". In risposta Milner ordinò ai suoi subordinati di "attaccarla in ogni modo possibile" ("attack her in as many ways as possible") ed intraprendere una "esposizione su larga scala della vita sessuale di PC".

### Molestie in aumento
Cooper rispose con una citazione il 30 marzo 1972, chiedendo 15,4 milioni di dollari a titolo di risarcimento danni per le molestie in corso. Comunque, l'organizzazione incrementò le molestie, per esempio scrivendo il suo nome e numero telefonico sui muri nelle strade così che avrebbe ricevuto chiamate oscene, e iscrivendola a mailing list pornografiche. Ha anche ricevuto minacce di morte anonime ed i suoi vicini ricevettero delle lettere che affermavano che lei avrebbe avuto una malattia venerea.
Nel dicembre 1972, una donna apparentemente alla ricerca di fondi per l'United Farm Workers rubò carta da lettere dall'appartamento di Cooper. Alcuni giorni dopo, Scientology di New York "ricevette" due minacce dinamitarde anonime. Il maggio successivo, Cooper fu accusata dell'invio di queste minacce anonime e citata di fronte ad un grand jury Federale. Le minacce erano state scritte sulla sua carta da lettere, che riportava le sue impronte digitali.
Le accuse caddero nel 1975 con l'archiviazione ordinata dall'ufficio del procuratore locale degli Stati Uniti, ma solo nel 1977 l'FBI scoprì che le minacce anonime erano state architettate dal Guardian's Office. In quel periodo un memorandum inviato fra due membri dello staff del Guardian's Office annotava in una lista di lavori completati con successo: "Cospirato per incastrare bellezza [Mrs. Lovely] nell'essere arrestata per un reato che non ha commesso. È stata accusata per il crimine."
Scientology denunciò Cooper di nuovo nel 1975 nel Regno Unito e gli Stati Uniti, ed in Australia nel 1976. In base ad una fonte, Scientology stessa avrebbe importato tali libri in paesi stranieri per l'espressa motivazione di denunciarla in giurisdizioni dove le leggi sulla diffamazione sarebbero state più severe di quelle negli Stati Uniti.

### Operazione Freakout
Nella primavera del 1976, il leader del Guardian Office decise di iniziare un'operazione con lo scopo di "Avere P.C. incarcerata in un'istituzione psichiatrica o un carcere, o almeno colpirla così forte da farle abbandonare gli attacchi." Il documento pianificatore, datato 1º aprile 1976, aveva lo scopo dichiarato di "rimuovere PC dalla sua posizione di potere così da non poter attaccare la C[hiesa] di S[cientology]."
Nella sua forma iniziale l'Operazione Freakout consisteva in tre differenti piani (o "canali", come denominati dal Guardian's Office):
1. Primo, una donna avrebbe dovuto imitare la voce di Paulette Cooper e fare delle minacce telefoniche al consolato arabo di New York.
2. Secondo, una lettera di minacce sarebbe dovuta essere spedita ad un consolato arabo in modo tale da sembrare fosse stata scritta da Paulette Cooper (che è ebrea).
3. Terzo, una Scientologista volontaria avrebbe dovuto impersonare Paulette Cooper in una lavanderia automatica e minacciare il Presidente degli Stati Uniti ed il Segretario di Stato Henry Kissinger. Un secondo scientologista avrebbe poi dovuto informare l'FBI della minaccia.[5]

Due altri piani furono aggiunti all'Operazione Freakout il 13 aprile 1976. Il quarto piano prevedeva che agenti scientologisti raccogliessero informazioni da Cooper così da stimare il successo dei primi tre piani. Il quinto piano prevedeva che uno scientologista avvisasse telefonicamente un consolato arabo sostenendo che Paulette Cooper stava parlando di effettuare un attentato. In seguito fu aggiunto un sesto ed ultimo piano, che era sostanzialmente una replica del complotto del 1972, che prevedeva di ottenere le impronte digitali di Paulette Cooper su un foglio di carta vuoto, di scrivere una lettera di minacce a Kissinger sul foglio, ed inviarlo. Il membro dello staff del Guardian's Office Bruce Raymond annotò in un memorandum interno: "Questo canale supplementare [il sesto piano] dovrebbe davvero farla fuori. Lavorato con tutti gli altri canali. L'FBI già pensa siano sue le minacce di bombe alla C di S [del 1972]."
Il 31 marzo 1976, Jane Kember inviò un telegramma ad Henning Heldt, vice Guardiano U.S., per aggiornarlo sulla situazione:
"PC [Paulette Cooper] resiste ancora nel pagare il prezzo ma la causa legale è in piedi a tutt'oggi [PT, present time] ... Abbiamo contattato i suoi legali ed anche predisposto per PC di ottenere le informazioni che possiamo schiaffare nel mandato su di lei. Se vuoi dei documenti legali, da ora in poi ne possiamo fornire. Quindi se lei ancora rifiuta di comparire noi le rifiliamo il mandato prima che lei possa raggiungere CW [Clearwater] dato che non vogliamo essere visti pubblicamente [sic] essere brutali con una vittima così patetica dai campi di concentramento."

## Esposizione e conseguenze

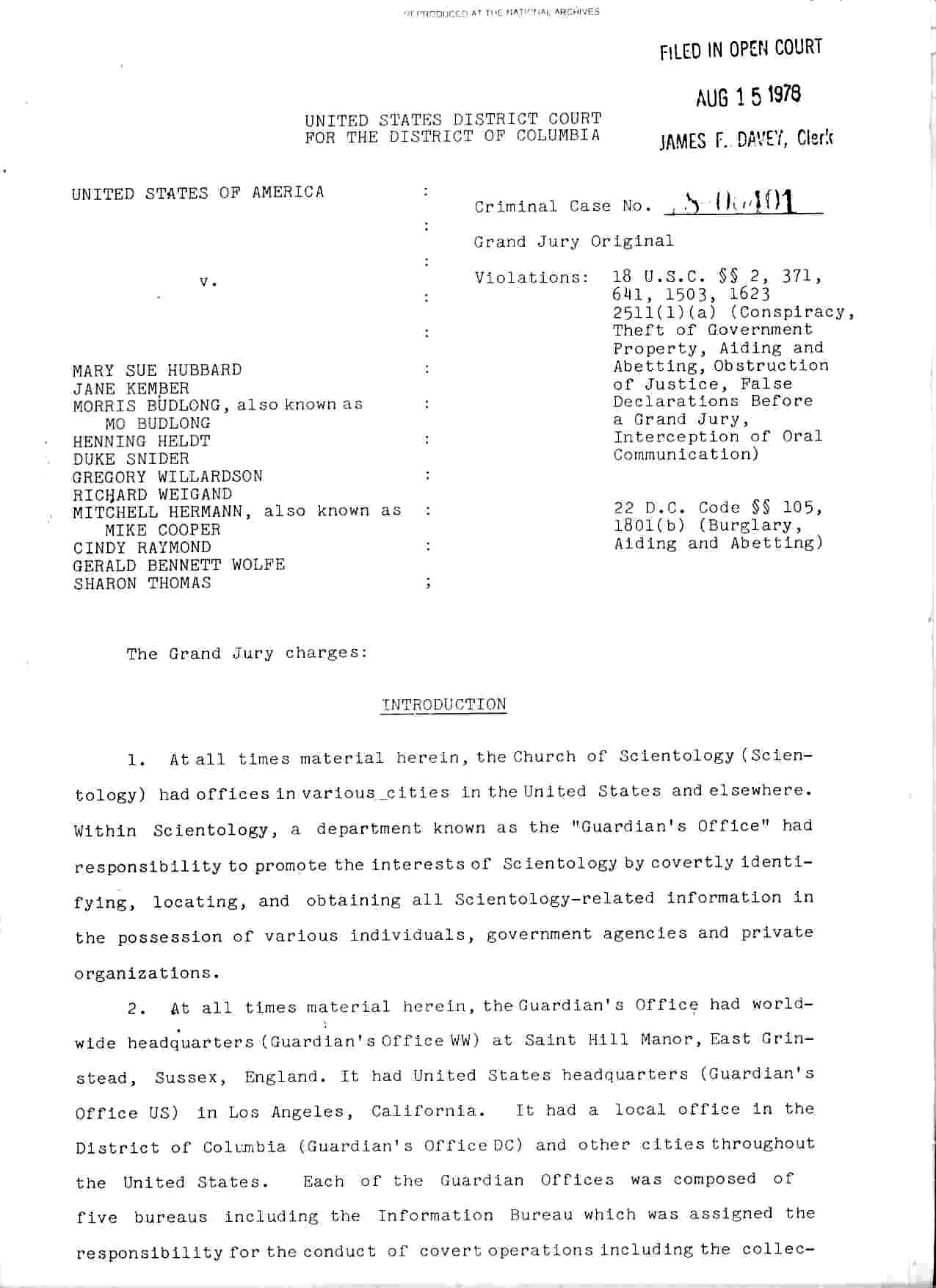
Grand Jury Charges, Introduction, "United States of America v. Mary Sue Hubbard", United States District Court for the District of Columbia, 1979.

Alla fine, l'operazione Freakout non fu mai messa in atto. L'11 giugno 1976, due agenti di Scientology - Michael Meisner e Gerald Bennett Wolfe - furono sorpresi nell'atto di commettere un tentato furto alla corte di Washington, D.C. come parte dell'operazione del Guardian's Office in corso, chiamata Operazione Biancaneve. Il Guardian's Office fu assorbito per l'anno seguente dai tentativi di mettere a tacere lo scandalo, arrivando perfino a rapire Meisner per impedirgli di testimoniare. Scientology cercò di portare rapidamente a termine la disputa con Cooper nel dicembre 1976 quando le propose un accordo, a patto di non ripubblicare o commentare Lo Scandalo Scientology e accettare di assegnare il copyright del libro alla Scientology di California.
L'8 luglio 1977, però, l'FBI fece irruzione negli uffici di Scientology a Los Angeles e Washington, D.C., sequestrando più di 48.000 documenti. Rivelarono la misura in cui l'organizzazione commise "campagne criminali di diffamazione e furti [...] contro privati e persone pubbliche e organizzazioni," come scritto dal procuratore del Governo degli Stati Uniti. I documenti furono resi pubblici, permettendo a Cooper ed al mondo intero di conoscere i dettagli di Operation Freakout.
Anche se in definitiva nessuno fu portato di fronte alla giustizia per Cooper, la più vasta campagna di attività criminali fu perseguita con successo dal Governo degli Stati Uniti. Mary Sue Hubbard, Jane Kember, Henning Heldt, Morris Budlong, Duke Snider, Dick Weigand, Greg Willardson, Mitchell Hermann e Cindy Raymond furono accusati da un grand jury federale per i crimini di furto, cospirazione ed altri crimini. Con l'eccezione di Kember e Budlong, la difesa accettò incondizionatamente un accordo di fronte all'evidenza. Kember e Budlong furono condannati separatamente dopo essere stati estradati dal Regno Unito. Tutti gli accusati furono incarcerati fino a 4 anni. Coincidenzialmente, furono processati e condannati nella stessa corte dove i loro agenti furono sorpresi nel furto.
Scientology intentò almeno 19 cause contro Cooper negli anni settanta ed ottanta, che Cooper considerò parte di "una tipica campagna di sporchi inganni di Scientology" e che l'avvocato di Cooper, Michael Flynn, disse essere motivata dalla dichiarazione di L. Ron Hubbard secondo cui lo scopo di una causa è quello di "molestare e scoraggiare". Cooper interruppe le azioni legali contro Scientology nel 1985 dopo aver ricevuto 400.000$ in un accordo extraprocessuale.

## Influenza culturale
Gli eventi dell'Operazione Freakout sono riportati, in una forma lievemente modificata, nel romanzo di Giuseppe Genna del 2004 Nel nome di Ishmael. Scientology viene riferita come religione della scienza, Cooper è chiamata "Paulette Rowling" e Mary Sue Hubbard sarebbe "Johanna Lewis". il libro include trascrizioni quasi parola-per-parola del documento pianificatore di Operazione Freakout del 1º aprile 1976, con i nomi delle figure principali così sostituite.